# Ahrnsbrak Glacier
Ahrnsbrak Glacier är en glaciär i Antarktis. Den ligger i Västantarktis. Chile gör anspråk på området. Ahrnsbrak Glacier ligger 737 meter över havet.
Terrängen runt Ahrnsbrak Glacier är kuperad söderut, men norrut är den platt. Trakten är obefolkad. Det finns inga samhällen i närheten. 